# Base Villa Reynolds
La Base Villa Reynolds es un sitio militar de lanzamientos suborbitales argentino utilizado en 1973 y operado por la Fuerza Aérea Argentina en el Departamento General Pedernera, provincia de San Luis. Su posición geográfica es 33°44′S 65°23′O / -33.733, -65.383 a 480 m s. n. m.

## Cronología
- 22 de marzo de 1973, 17.43 - Misión de Imágenes terráqueas; comitente: Reino Unido UK SL1182. Vehículo: Skylark (Skylark 6 AC SL1182).  Apogeo: 240 km.
- 28 de marzo de 1973, 17.51 - Misión de Imágenes terráqueas; comitente: Reino Unido UK SL1181. Vehículo: Skylark (Skylark 6 AC SL1181).  Apogeo: 240 km.

## Fuente
- Wade, Mark (2008). «Villa Reynolds» (en inglés). Consultado el 9 de marzo de 2007.